# Sparks Fly (canción de Taylor Swift)
«Sparks Fly» —en español: «Chispas Volando»— es una canción escrita y grabada por la cantante y compositora estadounidense Taylor Swift para su tercer álbum de estudio Speak Now (2010). Swift la escribió cuando tenía 16 años, antes de que se publicara su primer sencillo «Tim McGraw» en 2006. Después de haberse interpretado en vivo en 2007, «Sparks Fly» creció en popularidad entre la base de sus fanes. Aun estando Speak Now bajo producción, la cantante recibió peticiones de que se incluyera la canción en el álbum. Producida por Swift y Nathan Chapman, la canción fue enviada el 18 de junio de 2011 a las radios de country estadounidenses por Big Machine Records como el quinto sencillo de Speak Now. Un sencillo en CD fue publicado en la tienda oficial de Swift por tiempo limitado el 10 de agosto de 2011.

## Confirmación
La canción, que existía desde hace algunos años, se le dio un cambio de sonido leve y fue incluida en el álbum de Taylor Speak Now debido a la demanda abrumadora de seguidores que la conocía desde 2007.
Posteriormente Taylor Swift confirmó en una entrevista radial que sería sencillo oficial de "Speak Now". 
Funcionó como quinto sencillo de "Speak Now", y fue el seguimiento a tres sencillos consecutivos # 1. "Sparks Fly" fue lanzado en la radio el lunes, 18 de julio de 2011.

## Vídeo musical
El vídeo musical de "Sparks Fly" fue lanzado el 10 de agosto atreves del Facebook de la artista

## Presentaciones en vivo
Taylor Swift presentó las canciones "Sparks Fly" y "Our Song" en el año 2007, un año antes de promocionar su segundo álbum de estudio "Fearless", Después de Promocionar esta canción "Taylor Swift" Presentó "Sparks Fly" y "Long Live" en principio del mes de noviembre donde se promocionaron las canciones de Swift de su Tercer álbum de estudio "Speak Now", Después en febrero del año 2011 Taylor Swift Presentó "Sparks Fly" en el "Speak Now World Tour" en febrero del año 2011, que sirvió de apertura del Show.
Luego cantó esta canción en el CMA Festival celebrado en junio de 2011, pero que no salió oficialmente a televisión hasta que la cadena americana ABC lo retransmitió un par de meses después. En él Taylor cantó muchos de sus mayores éxitos, pero debido al recorte para que todos los artistas pudieran aparecer en televisión sólo se vieron Sparks Fly y Mean.

## Lista de canciones
- Limited Edition CD single

1. "Sparks Fly" – 4:20

## Posicionamiento en listas
| Listas (2010–2011)                 | Mejor posición |
| ---------------------------------- | -------------- |
| Canadá (Canadian Hot 100)          | 28             |
| Estados Unidos (Billboard Hot 100) | 17             |
| Estados Unidos (Hot Country Songs) | 1              |